# Ingenio La Florida
Ingenio La Florida es una localidad argentina ubicada en el departamento Cruz Alta de la Provincia de Tucumán, depende administrativamente de la comuna de La Florida y Luisiana, de cuyo centro urbano dista 1 km.
El ingenio en torno al cual se desarrolla el poblado se fundó en 1894 por Pedro G. Méndez y Cía.Los destinos del ingenio pasaron a manos de varios propietarios hasta que en 1994 fue adquirido por la Cía. Azucarera Los Balcanes cuyo directorio está conformado por su Presidente el Sr. Jorge Alberto Rocchia Ferro. , no obstante se desarrolló un caserío al este de la misma, que hoy se conoce como Ingenio La Florida.

## Población
Cuenta con 5,959 habitantes (Indec, 2010), lo que representa un incremento del 15% frente a los 5,297 habitantes (Indec, 2001) del censo anterior. Estas cifras incluyen la localidad de La Florida.
Forma parte del aglomerado denominado Delfín Gallo - Colombres - La Florida cuya población total es de 19,873 habitantes (Indec, 2010).